# Antonio Novelli
Antonio Novelli (* 1. Oktober 1599 in Castelfranco di Sotto; † 16. September 1662 in Florenz) war ein italienischer Bildhauer.

## Leben
Als Sohn von Clemente di Domenico wurde in einer angesehenen Familie in Castelfranco di Sotto geboren und studierte Geisteswissenschaften, Musik und später Malerei, wobei er möglicherweise Cristofano Allori als Lehrer hatte. Er wandte sich auch der Bildhauerei zu, einer Tätigkeit, die in Castelfranco nicht vertreten war. Im Alter von fünfzehn Jahren wurde er von dem Architekten Gherardo Silvani, der auch Bildhauer war, nach Florenz geschickt. Im Jahr 1618 begann er in der Werkstatt von Agostino Ubaldini zu Arbeiten. Dort war er an der Herstellung fast aller Statuen der Werkstatt beteiligt und fertigte einige davon selbst an, darunter eine lebensgroße Marmorputte, die sich heute im Becken der Mosesgrotte im Innenhof des Palazzo Pitti befindet.
Um 1625 wurde er mit der Vollendung des Grabmals von Arcangela Paladini in der Kirche Santa Felicita beauftragt. Die Fertigstellung gab Novelli wahrscheinlich die Gelegenheit, Beziehungen zu Maria Magdalena von Österreich zu knüpfen, die es wahrscheinlich in Auftrag gegeben hatte, und für die er später weitere Statuen schuf.
Das erste Werk, das Novelli mit Sicherheit unabhängig vollenden konnte, war das Wappen in „pietra bigia“ am Palazzo Pasquali, das vor dem 24. September 1626 fertiggestellt wurde.
Im Januar 1627 begann Novelli mit der Arbeit an den Stuckaturen einer Loggia im Palazzo Pitti, die später zum Sala della Stufa wurde. In diesem Werk schuf er vier Puttenpaare und acht Medaillons mit Porträts berühmter Herrscher.
Zwischen 1627 und 1630 schuf er zwei Statuen für die Kapelle von San Sebastiano unter der Schirmherrschaft der Familie Pucci. In denselben Jahren gab Alfonso Altoviti bei ihm Bronzearbeiten in Auftrag: zwei Reliefs mit der Geißelung und der Dornenkrönung sowie ein Kruzifix mit zwei Engeln.
Am 13. August 1628 wurde er in die Zeichenakademie aufgenommen, wo er später verschiedene Aufgaben übernehmen sollte.
Nach dem Tod von Altoviti (18. Februar 1631) wurde er gebeten, die Büste des Verstorbenen für das Grabmal in der Kirche Santi Cosma e Damiano al Vivaio, in Incisa Valdarno, zu fertigen. Das Werk wird heute in Ottawa in der National Gallery of Canada ausgestellt.
Am 11. Oktober 1635 erteilte der junge Großherzog Ferdinando II. de’ Medici Novelli einen wichtigen Auftrag: das marmorne Mosaische Gesetz für die Grotte des Moses im Innenhof des Palazzo Pitti, wo es noch heute steht.
Einer der Höhepunkte von Novellis Schaffen ist der auferstandene Christus in der Sakristei der Florentiner Basilika San Marco, ein Auftragswerk von Angelo Ganucci. Sie wurde kurz vor dem 22. Februar 1641 fertiggestellt.
Später war er in der „Del Rosso Kapelle“ in der Kirche der Santi Michele e Gaetano tätig, der wichtigsten barocken Baustelle in Florenz.
Antonio Novelli widmete sich auch der Restaurierung von antiken Statuen.
Ein Wendepunkt kam, als Giancarlo de’ Medici, der gerade Kardinal geworden war, Antonio Novelli mit nach Rom nahm. Hier schuf er die Büste von Filippo Niccolini (1645), die Grotte im Garten in der Via della Scala (1645) und eine Magdalena, die vor allem durch die virtuose Darstellung ihres Haars auffällt (1649), die ein Abgesandter von Christina von Schweden kaufte und nach Stockholm brachte; sie ist heute im Nationalmuseum ausgestellt.
1651 kehrte er nach Florenz zurück, um an der Pucci-Kapelle zu arbeiten und später (1655) das Ziborium für die Basilika Santissima Annunziata anzufertigen. Sein letztes bekanntes Werk ist ein kolossaler Atlas für die Boboli-Gärten.
Er starb in Florenz und wurde in der Kirche von San Jacopo Soprarno beigesetzt.